# ریو نموتو
ریو نموتو (ژاپنی: 根本 凌؛ زادهٔ ۳ فوریهٔ ۲۰۰۰) یک بازیکن فوتبال اهل ژاپن است.
از باشگاه‌هایی که در آن بازی کرده‌است می‌توان به باشگاه فوتبال جوبیلو ایواتا اشاره کرد.